# Hermann Gruchot
Hermann Eberhard Aloysius Gruchot (ur. 31 maja 1848 w Soest, zm. 7 czerwca 1927 w Arnsberg) – nauczyciel szkół średnich, w latach 1883–1897 dyrektor gimnazjum w Braniewie, 1897–1919 dyrektor w gimnazjum Laurentianum w Arnsberg.

## Życiorys

### Edukacja i praca nauczyciela
Hermann Gruchot urodził się 31 maja 1848 w Soest w Westfalii. Jego ojciec, Julius Albert Gruchot, był uznanym prawnikiem i sędzią sądu rejonowego w Soest, następnie awansował na sędziego sądu apelacyjnego w Hamm. Hermann urodził się z drugiego małżeństwa ojca z Elise Amecke, córki komisarza celnego (jego pierwsza żona zmarła). Hermann kształcił się w gimnazjum w Hamm, w którym w 1867 zdał maturę. Studiował w Bonn, Berlinie, Monachium. Brał udział w wojnie francusko-pruskiej 1870/1871. 28 listopada1872 zdał państwowy egzamin nauczycielski z przedmiotów: język niemiecki, historia, geografia, łacina, greka, język francuski.
W tym samym roku rozpoczął pracę w szkolnictwie jako stażysta (proband) w szkole realnej w Münster oraz w gimnazjum w Rheine. Od 1873 pracował jako nauczyciel w Rheine, na stanowiskach nauczyciel pomocniczy, potem jako starszy nauczyciel (Oberlehrer). Od 1874 pracował w gimnazjum w Münster. Na własne życzenie został przeniesiony od 1878 do gimnazjum w Arnsberg, w którym pracował do 1 listopada 1893.

### Dyrektor gimnazjum w Braniewie
19 listopada 1883 powierzono mu stanowisko dyrektora gimnazjum w Braniewie w Prusach Wschodnich. Inaczej niż wielu poprzednich dyrektorów gimnazjum w Braniewie nie był filologiem klasycznym. Nauczał przedmiotów: francuskiego, historii, geografii, czasami też grecki. Poprzez badania historii Warmii nawiązał wkrótce kontakty z wieloma osobami. Jego rozprawy o historii druku w Braniewie wydane jako dodatki do programów szkolnych w latach 1887 i 1890 były znaczące.
Ponadto dokonał reorganizacji programów szkolnych. Zmniejszył liczbę godzin przedmiotów języków starożytnych (łacina i greka) na rzecz zajęć praktycznych i artystycznych. Wniósł duży wkład w rozwój sportu w gimnazjum. W roku 1891 zostało utworzone na Koźlinie w pobliżu rzeki Pasłęki boisko szkolne o powierzchni 1,5 ha (obecnie nie istnieje, znajdowało się za cmentarzem na ulicy Morskiej). Ten teren należał już za czasów jezuitów w Braniewie do gimnazjum, ale dotychczas z niego nie korzystano, był oddany w dzierżawę. W gimnazjum wprowadzono nowe rodzaje sportów – jak gra w palanta czy fisball. Także po raz pierwszy uczniowie w gimnazjum w Braniewie poznali wtedy grę w piłkę nożną i jej zasady. Propagował naukę pływania, do tego celu wykorzystywano kąpielisko wojskowe. W latach 1893–1896 wzrosła liczba pływających uczniów w gimnazjum z 39% do 58%. Dyrektor Gruchot był również propagatorem organizowania wielu wycieczek szkolnych, między innym do Piławy, Primorska, Krynicy Morskiej (statkiem) czy Pienężna, Gdańska (koleją). Dyrektorem w Braniewie był do 15 czerwca 1897 roku.

### Dyrektor gimnazjum Laurentianum
Od jesieni 1897 objął funkcję dyrektora do gimnazjum Laurentianum w swojej ojczystej Westfalii w Arnsberg, po przejściu na emeryturę dotychczasowego dyrektora Franza Scherera. Był to wielki splendor i uhonorowanie dla Hermanna Gruchota, jako że mógł powrócić w rodzinne strony. Pod jego zarządzaniem szkoła w Arnsberg cieszyła się dobrą renomą, zarówno wśród uczniów, rodziców, jak też ze strony władz. Mimo licznych obowiązków administracyjnych rwał się do pracy również jako nauczyciel. Gdy któryś z nauczycieli zachorował, zawsze był pierwszym do wzięcia zastępstwa w tej klasie. Ponadto przedłożył władzom projekty od dawna koniecznej rozbudowy obiektu szkoły, jak również założenia w niej centralnego ogrzewania. Dzięki jego staraniom i zaangażowaniu dwukrotnie została zorganizowana w Arnsberg konferencja dyrektorów szkół z Westfalii. Za jego zasługi dla szkolnictwa był wielokrotnie odznaczany. Otrzymał Order Orła Czerwonego IV Klasy, Order Hohenzollernów, Krzyż Zasługi Pomocy Wojskowej. Przez wiele lat pełnił też urząd radnego. W 1918 otrzymał tytuł Tajnego Radcy.
W Arnsberg piastował stanowisko dyrektora szkoły do roku 1919. Z dniem 1 października 1919 przeszedł na emeryturę. Przez kilka następnych lat mógł cieszyć się u boku żony zasłużonym odpoczynkiem, nim w 1926 stracił zdrowie i został przykuty do łóżka. Zmarł w Arnsberg 7 czerwca 1927 roku po długiej chorobie. Pochowany został 10 czerwca na miejscowym cmentarzu, odprowadzony w kondukcie żałobnym przez uczniów gimnazjum.
W 1884 roku ożenił się z Marią Theresią Fürth, miał dwie córki.

## Publikacje
- Zur Geschichte des Jesuiten-Kollegiums zu Braunsberg. Verzeichnis der Braunsberger Drucke, Braniewo 1887
- Zur Geschichte der Braunsberger Buchdruckerei, Braniewo 1890
- Sprawozdania szkolne Jahres-Bericht über das Königliche Gymnasium zu Braunsberg